# 7248 Алвсйо
7248 Алвсйо (1992 EV21, 1986 LD1, 1990 WP3, 7248 Älvsjö) — астероїд головного поясу.
Тіссеранів параметр щодо Юпітера — 3,636.